# Тиссаферн
Тиссафе́рн, сын Гида́рна (др.-греч. Τισσαφέρνης, др.-перс. Čiθrafarnah; родился в 445 году до н. э. — казнён в 395 году до н. э., Колоссы, Фригия) — зять и советник персидского царя Артаксеркса II, сатрап Лидии, который в 413 году до н. э. заключил союз со Спартой, а после битвы при Кунаксе (401 год до н. э.) приказал убить вождей греческих наёмных войск.

## Происхождение
Дошедшие до нас труды античных авторов не содержат сведений о происхождении Тиссаферна. Сохранилось лишь два упоминания историков о его родственных связях: Ксенофонт утверждает, что у Тиссаферна был брат (имя которого неизвестно), а Диодор Сицилийский сообщает, что в 401 году до н. э. ахеменидский царь Артаксеркс II выдал за Тиссаферна свою дочь, имя которой также не называется. Согласно же ликийскому тексту на стеле из Ксанфа, Тиссаферн был сыном Гидарна (Видарны), что позволило современным исследователям отнести его к известному персидскому роду Гидарнидов, основанному Гидарном — одним из семи заговорщиков, убивших персидского узурпатора Гуамату. Более того, в историографии XX века получила распространение теория, что Тиссаферн был сыном Гидарна III и, соответственно, братом царицы Статиры, жены Артаксеркса II. сторонником этой теории, в частности, был советский и российский историк-иранист М. А. Дандамаев. Критики этой теории (британский историк древнего мира и эпиграфист Дэвид Льюис и другие) выражают обоснованные сомнения в отношении отнесения Тиссаферна к роду Гидарнидов на основании одного лишь упоминания имени его отца, указывая на широкое распространение имени Гидарн в державе Ахеменидов, или же, допуская его принадлежность к Гидарнидам, настороженно относятся к дальнейшим реконструкциям родственных связей Тиссаферна. По мнению российского историка-ираниста Э. В. Рунга, современное состояние источников не позволяет достоверно установить степень родства Тиссаферна с другими известными Гидарнидами.

## Политическая биография
Согласно Ктесию Книдскому, поворотным моментом в карьере Тиссаферна стало участие в подавлении мятежа лидийского сатрапа Писсуфна, начавшегося в первые годы правления царя Дария II. Точную дату этого события установить невозможно. Одни исследователи (Д. Льюис, Э. В. Рунг и другие) датируют его 421 или 420 годом до н. э., другие (в частности, М. А. Дандамаев) относят его к гораздо более позднему времени, связывая его с мятежом Аморга в 413 г. до н. э. По мнению Э. В. Рунга, последовательность событий в изложении Ктесия делает второй вариант датировки маловероятным. В восстании приняли участие греческие наёмники под командованием афинянина Ликона. Осознавая реальность угрозы, Дарий послал против мятежников войска во главе сразу с тремя военачальниками: Тиссаферном, Спифрадатом и Пармисом. Тиссаферн сыграл значительную роль в разгроме мятежа, подкупив греческих наёмников Ликона и хитростью захватив в плен Писсуфна. В награду за это, после казни Писсуфна царь назначил сатрапом Лидии именно Тиссаферна, передав ему также Карию и ионийские города. После этого Тиссаферн наградил Ликона обширными поместьями.
В качестве персидского карана Малой Азии Тиссаферн играл видную роль в последний период Пелопоннесской войны и в начале IV века до н. э. После гибельной для афинян сицилийской экспедиции Персия выступила в качестве как бы решающей силы; союза с нею и денежных от неё субсидий домогались и афиняне, и пелопоннессцы. Тиссаферн неоднократно заключал союзные договоры с пелопоннессцами; с ним сносились афиняне, при его дворе некоторое время находился Алкивиад. Тиссаферн оказал помощь Эфесу и способствовал победе над афинским полководцем Фрасиллом. Когда в Малую Азию прибыл Кир Младший, Тиссаферн должен был покинуть Сарды и довольствоваться властью над Карией.
Когда Кир задумал восстать против своего брата, персидского царя, Тиссаферн первым дал знать о его замыслах и приготовлениях. Он участвовал в битве при Кунаксе, по окончании которой вероломно умертвил вождей греческих наёмников, чем поставил греков в крайне затруднительное положение. В благодарность за оказанные услуги Тиссаферн получил вновь сатрапию в Сардах. Он подчинил персидскому царю лежавшие внутри страны города и требовал покорности от приморских греческих городов в Малой Азии, но тут встретил сопротивление, которому оказала поддержку Спарта.
Когда в Малую Азию прибыл спартанский царь Агесилай II, между ним и Тиссаферном было заключено перемирие, которым сатрап и воспользовался, чтобы получить подкрепления. В 395 году до н. э. в битве на реке Пактоле, неподалёку от Сард, конный отряд Тиссаферна был разбит Агесилаем; этим воспользовались враги Тиссаферна — Фарнабаз и царица-мать Парисатида: на место Тиссаферна был прислан другой сатрап, а сам Тиссаферн схвачен и казнён.